# 相澤啓一
相澤 啓一（あいざわ けいいち、1956年 - ）は、日本のドイツ文学者、同時通訳者。元筑波大学教授。現獨協大学外国語学部ドイツ語学科特任教授。
東京大学大学院文学研究科修了。その後筑波大学で博士（文学）を取得。
2003年度から2005年度までの3年間、NHK教育テレビのドイツ語会話を担当した。年二回開催される「インターウニ・ゼミナール」（Interuniversitäres Seminar für deutsche und japanische Kultur）の実行委員を務めている。

## 著書
- 「NHK CDブック　新ドイツ語入門」（日本放送協会、2006年）

## 所属学会
- 日本独文学会
- 日本ドイツ学会
- 日本通訳学会